# Service officiel de contrôle et de certification
 (mai 2022).
Le Service officiel de contrôle et de certification (SOC) est un service technique français du Groupement national interprofessionnel des semences et plants (GNIS),. Il est dirigé pour un mandat de cinq ans par un fonctionnaire détaché auprès du conseil d'administration du GNIS dans les conditions fixées par le statut général des fonctionnaires. Il est désigné autorité compétente chargée du contrôle et de la certification des semences et des plants par le ministère de l'Agriculture.
Le SOC est chargé de faire appliquer le règlement technique de la production de semences.
De nombreux contrôles sont effectués sous son autorité afin que les semences répondent à différentes normes de qualité telles que : la faculté germinative, la pureté spécifique (absence de graines étrangères) et la pureté variétale (absence de semences d’une autre variété).
Afin d’assurer la traçabilité des semences, les emballages sont clos avec un certificat numéroté attestant le nom de l’espèce et de la variété, la référence du lot, le poids et la date du dernier échantillonnage.

## Accréditation
Depuis le 15 novembre 2008, l'accréditation du Comité français d’accréditation (Cofrac) a été accordée au GNIS-SOC. 
Cette accréditation repose sur la norme européenne 45011, remplacée par la norme EN ISO/CEI 17065 depuis le 15 septembre 2015, qui s'applique aux organismes procédant à la certification des produits. Cette démarche volontaire du GNIS-SOC correspond à une volonté de compétitivité et de reconnaissance internationale. 
Le SOC devient le premier organisme procédant au contrôle et à la certification des semences et plants en Europe à être accrédité selon ce référentiel.

## Évolutions depuis 2021
En janvier 2021, le GNIS devient le Semae[Quoi ?] qui a un statut d'interprofession. Le Service officiel de contrôle et de certification doit alors signer avec l'État un contrat d'objectifs et de performances.